# Masacre de Yumbatos
La masacre de Yumbatos fue el asesinato de 9 pobladores ocurrido el 1 de abril de 1989, perpetrado por el Movimiento Revolucionario Túpac Amaru (MRTA) en la localidad de Yumbatos, San Martín.

## Acontecimientos
En 1989, un grupo de emerretistas llegaron al poblado de Yumbatos. A las 11 de la noche del 1 de abril, los emerretistas ingresaron a la casa de Felipe Tapullima Amasi acusándolo de "soplón". Tapullima le dijo a los emerretistas que no quería unirse a la organización subversiva para no dejar a su familia abandonada (con anterioridad, se había negado a ir a una de las reuniones que organizaba el MRTA en la población). Ante esto, los emerretistas se lo llevaron secuestrado después de golpearlo. La esposa de Tapullima se quedó en su casa bajo custodia de los emerretistas. Paralelamente, Nilo Tapullima Romero fue secuestrado por los emerretistas "tomándole del cabello". Luego se escucharon disparos provenientes de la plaza. Al día siguiente, fueron encontrados cinco cadáveres en la casa de Wilder Flores Jumpo con un cartel que decía: "Así mueren los soplones". Las víctimas eran:
- Wilder Flores Jumpo (dueño de la casa)
- Felipe Tapullima Amasi
- Nilo Tapullima Romero
- Julio Huasi Huasi
- Ricardo Pua Paima

Mientras tanto, en aquella madrugada, Brosvin Huasi Tapullima y Cléber Huasi Tapullima, fueron interceptados por un grupo de emerretistas en el sector de El Naranjal cuando regresaban a Yumbatos, siendo asesinados. Con anterioridad, los emerretistas fueron a buscarlos a su casa pero al no encontrarlos se llevaron secuestrada a Raquel Pashanasi Sangama, quien se encontraba embarazada (luego fue liberada y se fue a Lima sin presentar denuncia). Los cadáveres de Brosvin y Cléber no fueron buscados por temor a represalias.
Los emerretistas, además, asesinaron a Emilda Sangama Cahuaza y a su hija de 15 años Teresa Flores Sangama. Ambas fueron interceptadas cuando regresaban a Yumbatos, siendo ultimadas y enterradas. Según testimonio de la madre de Emilda, "se escuchó que fueron violadas". Los cadáveres de las víctimas no fueron buscada por temor a represalias.